# Ignacy Tokarczuk
Ignacy Tokarczuk   (Vyshchi Lubianky, 1 de febrer de 1918 - Przemyśl, 29 de desembre de 2012) fou un prelat polonès de l'Església Catòlica.

## Biografia
Fou ordenat sacerdot per Mn. Eugeniusz Baziak a Lvov el 21 de juny del 1942. El 2 de desembre del 1965 fou nomenat bisbe de la Diòcesi de Przemyśl, i fou consagrat pel cardenal Stefan Wyszynski el 6 de febrer del 1966. El 2 de juny del 1991 Tokarczuk fou atorgat a títol personal d'arquebisbe per Joan Pau II. El 25 de març del 1992 es convertí en l'arquebisbe metropolità de Przemyśl. Com a bisbe, fou conegut per la construcció d'un gran nombre d'esglésies a la seva diòcesi, malgrat la manca de permís per construir per part d'autoritats comunistes. Hom diu que construí gairebé 430 esglésies durant el seu mandat com a bisbe. També fou un gran defensor del moviment Solidarność. Per la seva postura intransigent en la defensa de la institució de l'Església Catòlica a la República Popular de Polònia, fou fustigat en diverses ocasions pel Servei de Seguretat de Polònia. Es retirà a l'arxidiòcesi de Przemyśl el 17 d'abril del 1993 i fou succeït per l'arquebisbe Józef Michalik.